# Réserve naturelle régionale du bocage des Antonins
La réserve naturelle régionale du bocage des Antonins (RNR286) est une réserve naturelle régionale située en Nouvelle-Aquitaine. Classée en 2015, elle occupe une surface de 22,59 hectares et protège une zone bocagère typique de la Gâtine armoricaine.

## Localisation

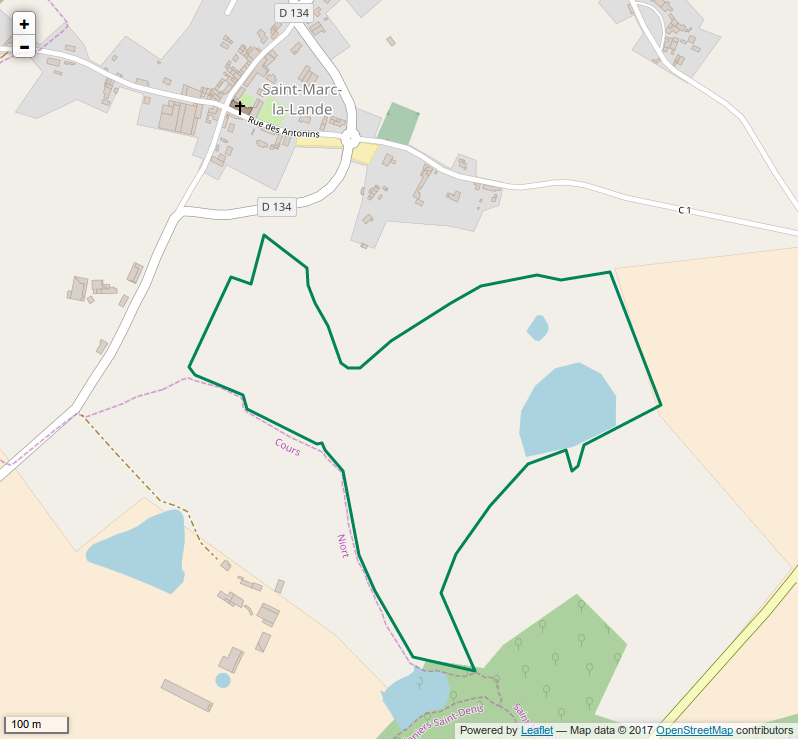
Périmètre de la réserve naturelle.

Le territoire de la réserve naturelle est dans le département des Deux-Sèvres, au sud de la commune de Saint-Marc-la-Lande. Il occupe 22,59 hectares à moins d'un kilomètre cette commune et autour de l'étang des Forges.

## Histoire du site et de la réserve
Appartenant jadis aux Antonins, installés à Saint-Marc-la-Lande au XIIIe siècle et où leur commanderie est toujours visible, le site en a longtemps conservé les modes de vie et d'exploitation. L'étang des Forges a été creusé par les moines pour fournir du poisson et la richesse floristique du bocage est un témoin de cette époque.
Plus tard, le site a appartenu à la famille de Litardière dont est issu le botaniste René Verriet de Litardière qui contribua fortement à la connaissance naturaliste de la région.
En 2007, des naturalistes et scientifiques forment une SCI pour acquérir 10 ha de terrain près de l'étang des Forges. En 2009, cette surface est complétée par l'acquisition de la parcelle contenant l'étang, portant la superficie à 16 ha.
Le projet de classement en réserve naturelle est initié en 2010 alors que d'autres propriétaires joignent des terrains au site. La délibération de classement intervient en avril 2015.

## Écologie (biodiversité, intérêt écopaysager…)
Malgré sa petite surface, la réserve naturelle regroupe un ensemble de milieux naturels variés et représentatifs du bocage : étang, prairies de fauche ou de pâturage, haies et boisements. On y trouve des mares et des haies anciennes présentant de nombreux arbres têtards. 

### Flore
L'inventaire floristique compte près de 320 espèces dont 21 ont un statut patrimonial comme la Littorelle à une fleur ou la Pilulaire et 14 sont sur la liste rouge régionale comme la Potentille d'Angleterre. On y trouve également la Cicendie filiforme, la Limoselle aquatique et l'Alisier torminal.

### Faune
La faune du site compte plus de 500 espèces. On y trouve 15 espèces de mammifères dont le Putois d'Europe. L'avifaune compte 123 espèces dont le Pic noir, le Grèbe castagneux, la Cigogne noire et le Faucon hobereau.
Pour les amphibiens et reptiles, on dénombre 13 espèces dont la Grenouille rousse, la Grenouille de Lessona et le Triton marbré.
Les invertébrés comptent 46 espèces de papillons de jour (Grand mars changeant, Thècle du bouleau), plus de 200 espèces de papillons de nuit, 31 espèces d'odonates (Cordulégastre annelé, Cordulie métallique, Cordulie bronzée, Sympétrum de Fonscolombe), 31 espèces d'orthoptères et 198 espèces de coléoptères (Rosalie des Alpes, Grand Capricorne, Pique-prune).

## Intérêt touristique et pédagogique
Le site n'est pas ouvert au public mais le gestionnaire organise de nombreuses animations et actions pédagogiques. Un chemin balisé longe la réserve naturelle.

## Administration, plan de gestion, règlement
La gestion de la réserve naturelle est assurée par l'association Deux-Sèvres Nature Environnement qui est impliquée depuis plus de 10 ans sur le site. Le premier plan de gestion est en cours de rédaction.

### Outils et statut juridique
La réserve naturelle a été créée par une délibération du Conseil régional du 24 avril 2015.